# Vaşleh
Vaşleh (persiska: وصله, وَسلَه) är en ort i Iran.   Den ligger i provinsen Hamadan, i den nordvästra delen av landet, 280 km väster om huvudstaden Teheran. Vaşleh ligger 2 013 meter över havet och antalet invånare är 340.
Terrängen runt Vaşleh är kuperad åt sydväst, men åt nordost är den platt. Runt Vaşleh är det ganska tätbefolkat, med 75 invånare per kvadratkilometer. Närmaste större samhälle är Khabar Arkhī, 17,9 km norr om Vaşleh. Trakten runt Vaşleh består i huvudsak av gräsmarker.